# ニコラ・セバスティアン・アダム

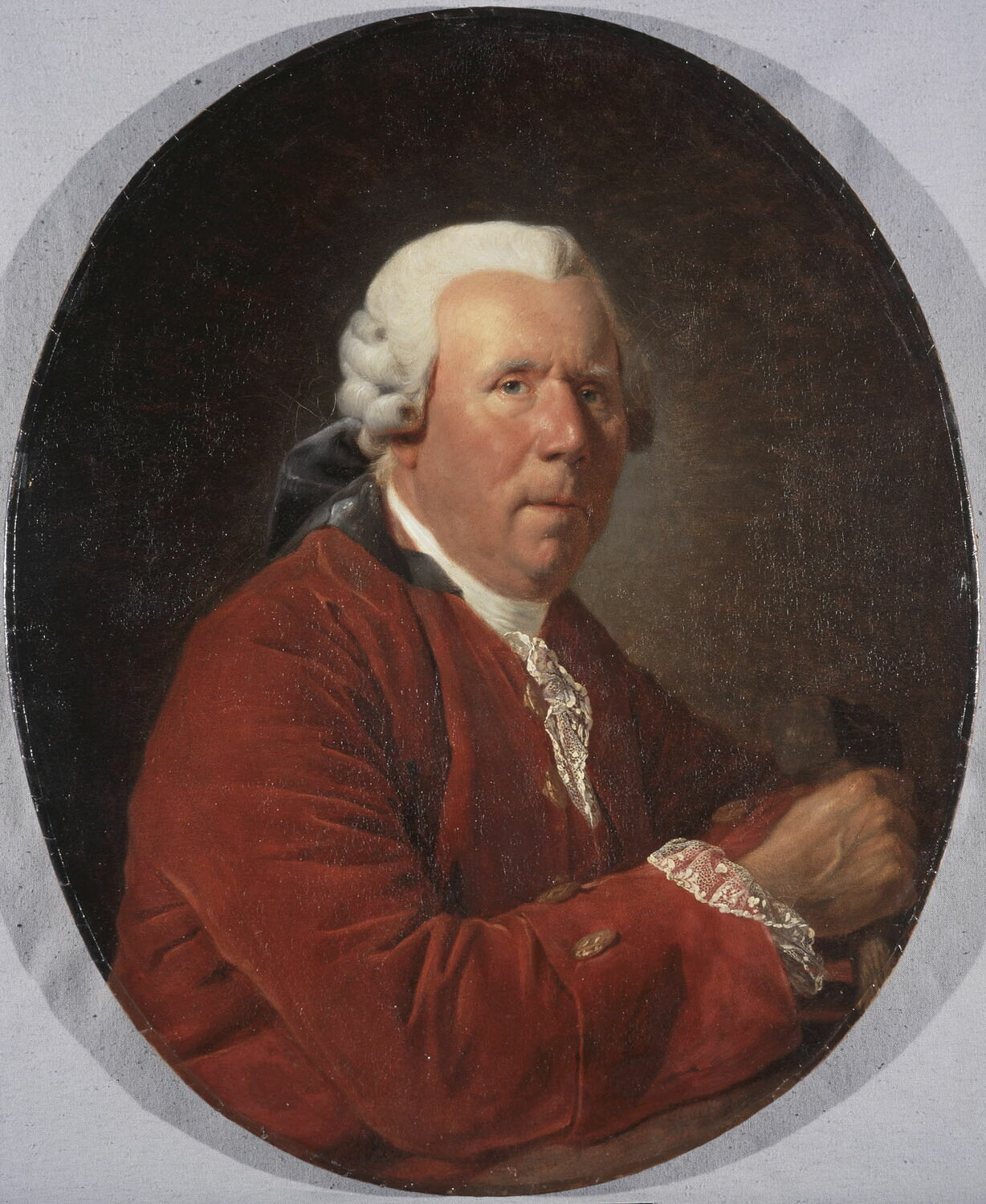
エティエンヌ・オーブリーによって描かれた彫刻家アダムの肖像画

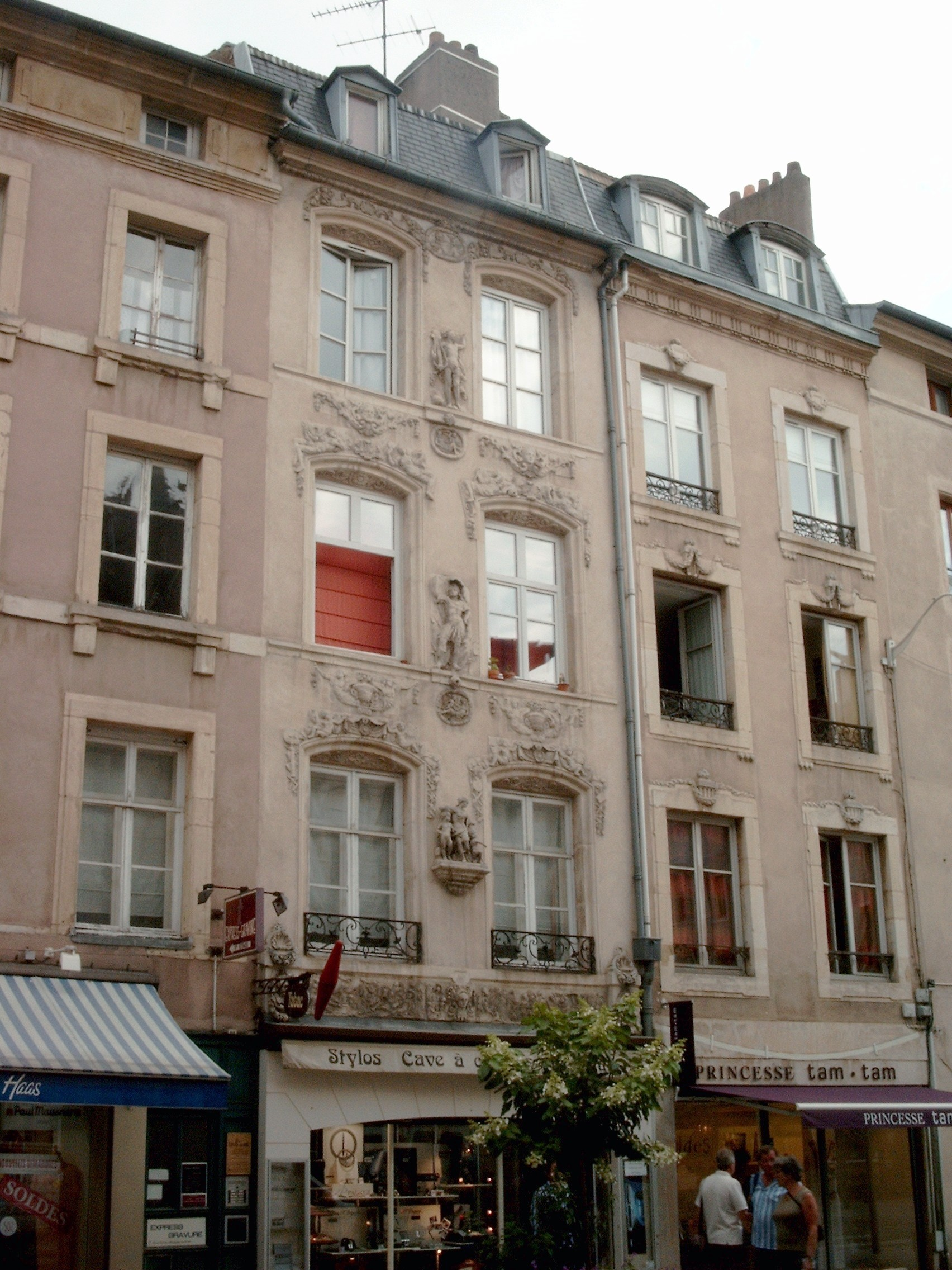
ナンシーのアダムの家

ニコラ＝セバスティン・アダム (Nicolas-Sébastien Adam, 1705年3月22日 - 1778年3月27日) は、新古典主義様式で活動した、フランスの彫刻家である。ナンシーで生まれ、パリで亡くなった。兄のランベール＝シジスベール・アダム（Lambert-Sigisbert Adam: 1700-1759、別名 Adam le aîné）と区別するために「Adam le Jeune：若いほうのアダム」と呼ばれることがある。

## 生涯
アダムは、ナンシーの彫刻家ジャコブ・シジスベール・アダムの3人の息子の一人だった。彼の兄であるランベール＝シジスベール・アダムと弟のフランソワ・ガスパール・アダム(1710-1761)も彫刻家になった。
1757年、アダムはナンシーの金細工職人の娘であるクリスティーヌ・レノワールと結婚した。彼らには、画家のジャン・シャルル・ニコラ・アダムと彫刻家のガスパール・ルイ・アダムの2人の息子がいた。
1778年にパリで亡くなったとき、盲目だった。

## キャリア

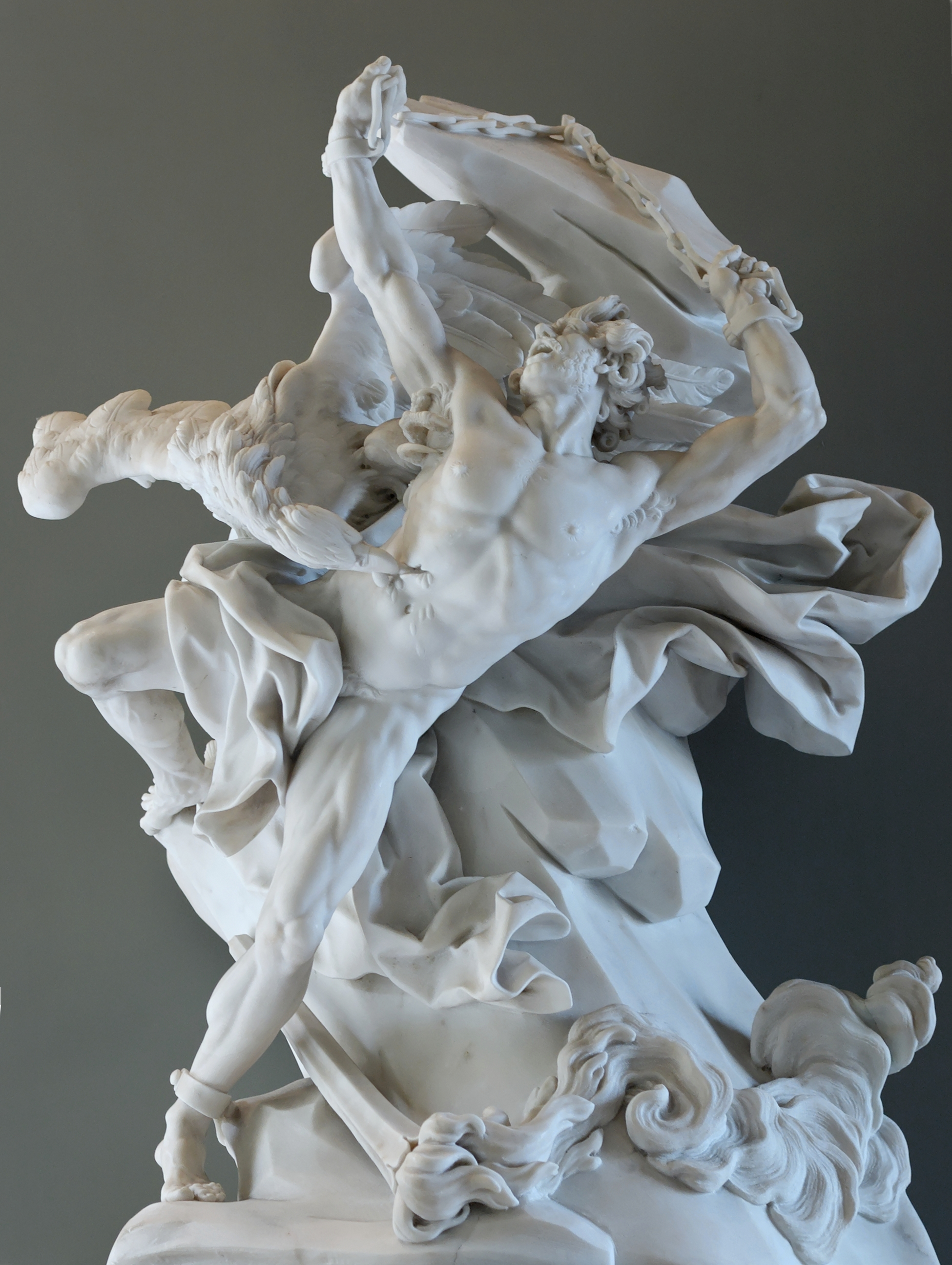
プロメーテウス像 (1762)、アダムのアカデミーへのレセプション・ピース

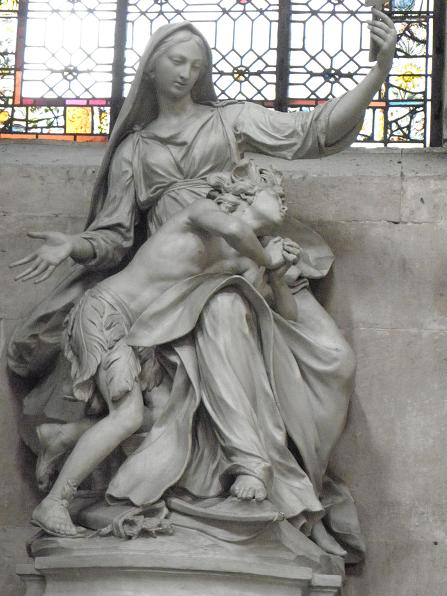
インディアンの宗教教育 (1745)、18世紀ヨーロッパの植民地主義者の態度を示す

アダムは父親と、その後長兄のランベールと、王立絵画彫刻アカデミー (Académie royale de peinture et de sculpture) で学んだ。彼はローマ賞を獲得できなかったが、イタリアへの旅行のための資金を受け取った。
アダムは、兄のランベールと同様に、イタリアンバロックの影響を受けた。彼は彼の時代の最も洗練された繊細な彫刻家の一人として彼と一緒にランク付けされている。彼は彼の甥である彫刻家クロード・ミシェルに大きな影響を与えた。

## 主な作品
- ニュンペー Nymph (c. 1723)、シャトー・デ・ラ・マソン、ジュヴィニャック
- ネプトゥーヌスとアムピトリーテーの勝利 The Triumph of Neptune and Amphitrite (1735 - 1740)、ヴェルサイユの噴水、ランベール=シジスベール・アダムと共同
- 神々の情事 Les Amours des Dieux ("Love Affairs of the Gods", 1736)、化粧しっくいのレリーフ、オテル・ド・スービーズ、パリ
- ロートンヌ L'Automne ("Autumn", 1745)、メトロポリタン美術館所蔵[2]
- インディアンの宗教教育 Religion Instructing an Indian (1745)、サンポール・サンルイ教会
- 聖ヴィクトリアの殉教 The Martyrdom of Saint Victoria (1747)、ヴェルサイユ宮殿礼拝堂
- カタジナ・オパリンスカ女王の葬儀の記念碑 Funeral monument of the queen Catherine Opalińska (1749)、ナンシー
- アポローンに関する一連の物語のレリーフ：アポローンとダプネー、レートーと農民、アポローンとシビュラ、アポローンとコローニス A series of narrative reliefs on Apollo: Apollo et Daphne, Latona and the Farmers, Apollo and the Sibyl, Apollo and Coronis (c. 1753)、シャトー・デ・バガテル（英語版）とカルナヴァレ博物館
- 狂えるオルランドのアンジェリカとメドーロ（英語版） Angelica and Medoro from Orlando Furioso、アポローンとディアーナと一緒の大理石像のグループで、元々はパリのオテル・ド・ショワズール（フランス語版）のために作成され、現在はアミアンの美術館にある
- プロメーテウス像 Prometheus Bound (1762)、ルーヴル美術館所蔵[3]
- 翼をつけるイーリス Iris Putting on Her Wings (1775–76)、ヴェルサイユ